# 149
149 (CXLIX na numeração romana) foi um ano comum do século II do Calendário Juliano, da Era de Cristo, a sua letra dominical foi F (52 semanas), teve início e fim numa terça-feira.
| Ano completo                       |
| ---------------------------------- |
| Ano comum com início à terça-feira |

## Nascimentos
- Zhun Jun comandante durante a Rebelião do Turbante Amarelo (m.195)